# Liste der Baudenkmale in Beedenbostel
Die Liste der Baudenkmale in Beedenbostel enthält Baudenkmale im Gebiet der niedersächsischen Gemeinde Beedenbostel.  Die Quelle der Baudenkmale ist der Denkmalatlas Niedersachsen. Der Stand der Liste ist der 16. April 2024.

## Allgemein
In den Spalten befinden sich folgende Informationen:
- Lage: die Adresse des Baudenkmales und die geographischen Koordinaten. Kartenansicht, um Koordinaten zu setzen. In der Kartenansicht sind Baudenkmale ohne Koordinaten mit einem roten Marker dargestellt und können in der Karte gesetzt werden. Baudenkmale ohne Bild sind mit einem blauen Marker gekennzeichnet, Baudenkmale mit Bild mit einem grünen Marker.
- Bezeichnung: Bezeichnung des Baudenkmales
- Beschreibung: die Beschreibung des Baudenkmales. Unter § 3 Abs. 2 NDSchG werden Einzeldenkmale und unter § 3 Abs. 3 NDSchG Gruppen baulicher Anlagen und deren Bestandteile ausgewiesen.
- ID: die Objekt-ID des Baudenkmales
- Bild: ein Bild des Baudenkmales, ggf. zusätzlich mit einem Link zu weiteren Fotos des Baudenkmals im Medienarchiv Wikimedia Commons. Wenn man auf das Kamerasymbol klickt, können Fotos zu Baudenkmalen aus dieser Liste hochgeladen werden:

| Lage                                                 | Bezeichnung               | Beschreibung | ID       | Bild           |
| ---------------------------------------------------- | ------------------------- | --- | -------- | -------------- |
| Ahnsbecker Straße 1 52° 38′ 38″ N, 10° 15′ 25″ O     | Martinskirche             | Saalkirche in verputztem Feldsteinmauerwerk mit polygonalem Chorschluss auf Naturstein-Werksteinsockel unter Vollwalmdach in Hohlpfannendeckung. Hohe Rundbogenfenster mit Versprossung sowie Eckquaderungen in Werkstein gefasst, nördliches Hauptportal mit Relief im Tympanon, südlich Sakristeianbau. Im Inneren tonnengewölbte Holzdecke, reiche Ausmalungen mit Säulen- und Beschlagwerkornamentik, barocke Kanzel sowie barock gefasster flämischer Holzschnitzaltar von um 1500. Nördlicher Glockenturm in Fachwerk über rechteckigen Grundriss unter Satteldach, Außenfassade vollständig mit Holzbohlen vertikal verbrettert, scheitrechte Klangarkaden. Kirche von 1734-1737. | 33731776 | Weitere Bilder |
| Ahnsbecker Straße 1 52° 38′ 37″ N, 10° 15′ 24″ O     | Toilettenhaus             | Kleiner komplett verbohlter Fachwerkbau unter Satteldach in roter Hohlpfannendeckung. Südwestlich der Kirche, um 1918 errichtet. | 33731753 | BW             |
| Ahnsbecker Straße 1 52° 38′ 38″ N, 10° 15′ 25″ O     | Kirchhof                  | Der Kirchhof, als Rasenfläche mit Baumbestand ausgebildet, umgibt die Kirche allseitig. | 33731799 | BW             |
| Ahnsbecker Straße 1 52° 38′ 38″ N, 10° 15′ 26″ O     | Eisenkreuze               | | 33731729 |                |
| Ahnsbecker Straße 1 52° 38′ 39″ N, 10° 15′ 27″ O     | Gefallenendenkmal         | Gefallenendenkmal für die ortsgebundenen gefallenen Soldaten des Ersten Weltkrieges. Feldsteinstele mit eingelassener Gussplatte mit Relief und Namenslisten, darunter metallener Laubkranz. | 33731688 | BW             |
| Ahnsbecker Straße 2 52° 38′ 38″ N, 10° 15′ 29″ O     | Wohn-/ Wirtschaftsgebäude | Zweiständer-Hallenhaus unter Halbwalmdach in Falzziegeldeckung. Nördliche Giebelseite mit Dielentor mit zwei-Gefach-tiefen Vorschauer, Torsturz mit Inschrift. Giebelfeld über profilierten und farbig gestalteten Gebälk leicht vorkragend. Fachwerkgefüge mit roter Backsteinausfachung. 1764 errichtet. | 33731819 |                |
| Ahnsbecker Straße 2 52° 38′ 39″ N, 10° 15′ 28″ O     | Hofpflasterung            | Zwischen Toreinfahrt und Nordgiebel gepflasterte Fläche. | 33732214 | BW             |
| Am Amtshof 1 52° 38′ 35″ N, 10° 15′ 34″ O            | Amtsgebäude               | Zweigeschossiger, queraufgeschlossener Massivbau in rotem Backsteinmauerwerk auf Sandstein-Werksteinsockel unter Walmdach in Hohlpfannendeckung. Achsenmittiger Zugang hinter Freitreppe, neunachsige Fassade mit Werksteingefassten Fenstern, Gebäudeecken mit Werksteinquaderungen hervorgehoben. 1735 (i) errichtet. | 33731840 |                |
| Am Amtshof 4 52° 38′ 39″ N, 10° 15′ 37″ O            | Wohn-/ Wirtschaftsgebäude | Giebelständiger, eingeschossiger Vierständer-Fachwerkbau unter Halbwalmdach in roter Hohlpfannendeckung. Westliche Giebelseite mit Dieleneinfahrt mit Vorschauer, Wirtschaftsteil im vertikalen Holzbohlenbehang. Fachwerkgefüge mit roter Backsteinausfachung. 1764 errichtet. | 33731880 |                |
| Am Wehrturm 3 52° 38′ 37″ N, 10° 15′ 23″ O           | Küsterhaus                | Vierständer-Fachwerkbau auf Backsteinsockel unter Satteldach in Hohlpfannendeckung. Erdgeschoss mit zweifeldigen Streben und einer Backsteinausfachung, östliche Giebelseite mit einer Toreinfahrt. Giebelfeld darüber über profiliertem Gebälk vorkragend, Ausfachungen in Backstein-Ziersetzungen. 1751 errichtet. Nördliche Veranda am Fleeteingang von 1912. | 33731899 |                |
| Am Wehrturm 4 52° 38′ 35″ N, 10° 15′ 22″ O           | Wohn-/ Wirtschaftsgebäude | Vierständer-Fachwerkbau über L-förmigen Grundriss auf verputztem Backsteinsockel unter Satteldach. Zur Nordseite ein Dielentor, im Schwellbalken und Torsturz jeweils Inschriften. Fachwerkgefüge mit geschosshohen Streben sowie Backsteinsetzung mit Bordürenakzenten. Westlich im rechten Winkel ein später angebauter Wohntrakt mit nördlichen Hauptzugang. 1875 (i) errichtet. | 33731919 |                |
| Am Wehrturm 4 52° 38′ 36″ N, 10° 15′ 23″ O           | Remise                    | Dem Hallenhaus nordöstlich vorgelagerte und leicht abgewinkelte Remise als Fachwerkbau unter flachem Satteldach. Fachwerkgefüge teils massiv ersetzt. Wohl um 1875-1900 errichtet. | 33731941 | BW             |
| Am Wehrturm 4 52° 38′ 36″ N, 10° 15′ 23″ O           | Pflasterung               | Historische Hofpflasterung mit Feldsteinen. | 33731645 | BW             |
| An der Mühle 1 52° 38′ 40″ N, 10° 15′ 18″ O          | Mühle                     | Mühlengebäude als mehrteiliger Gebäudeflügel auf hohem Werksteinsockel unter Satteldach und Flachdächern. Zur Aschau ausgerichteter Hauptbaukörper mit teils Fachwerk im OG, östlicher Auslucht sowie Turbine (ehemals Wasserrad) südlich des Stauwehrs. | 33731981 |                |
| An der Mühle 1 52° 38′ 40″ N, 10° 15′ 18″ O          | Wohnhaus                  | Zweigeschossiger, traufständiger Fachwerkbau auf hohem verputzten Backsteinsockel mit Formabschlussstein unter Satteldach mit Aufschieblingen. Fachwerkgefüge mit geschosshohen Streben und Backstein-Sichtausfachung, OG leicht vorkragend. Zur Nordseite Zugang über Windfang von um 1920, im Süden zweigeschossige Auslucht mit zum Teil Backsteinziersetzung, nachträglich aufgestockt. Westgiebel mit vertikaler Holzschalung. 1796 (i) errichtet, 1906 erneuert. | 33731960 | BW             |
| An der Mühle 1 52° 38′ 39″ N, 10° 15′ 17″ O          | Scheune                   | Westlicher Flügel des Mühlenhofes mit südlichen Schweinekoben als Fachwerkbau mit Backsteinausfachung unter Satteldach, teils mit Vertikalverschalung, 1850-1900 errichtet. Nördlich schließt vollflächig vertikal verbretterte Querdurchfahrtscheune an, um 1900 errichtet. | 33732002 | BW             |
| An der Mühle 1 52° 38′ 43″ N, 10° 15′ 20″ O          | Mühlenweiher              | Nördlich des Dorfes verlaufender und als Mühlenweiher genutzter Abschnitt der Aschau einschließlich des toten Seitenarmes. | 33732024 | BW             |
| An der Mühle 8 52° 38′ 41″ N, 10° 15′ 13″ O          | Landarbeiterwohnhaus      | Eingeschossiger Fachwerkbau auf Findlingssockel unter Halbwalmdach in roter Hohlpfannendeckung. Fachwerkgefüge mit geschosshohen Streben und Backsteinsichtausfachung. Östliches Giebelfeld mit Hauptzugang und Ladeluke im leicht vorkragenden Giebelfeld. Um 1815 errichtet. | 33732065 | BW             |
| An der Mühle 10 52° 38′ 42″ N, 10° 15′ 11″ O         | Wohn-/ Wirtschaftsgebäude | Vierständer-Fachwerkbau auf verputztem Backsteinsockel unter Halbwalmdach in roter Hohlpfannendeckung. Fachwerkgefüge mit geschosshohen Streben sowie roter Backsteinausfachung. Östliche Giebelseite mit Dielentor und ein Gefach-tiefen Vorschauer, Schwellriegel und Torsturz mit Inschriften, im Giebelfeld darüber Ladeluke. Westlich zweigeschossiger Wohnteil mit südlichen Hauptzugang. Annähernd symmetrisches Fachwerkgefüge mit roter Backsteinausfachung. 1815 (i) errichtet. | 33732044 |                |
| Gardinenstraße 13 52° 38′ 21″ N, 10° 15′ 35″ O       | Alte Apotheke             | Eingeschossiger, queraufgeschlossener Fachwerkbau unter Halbwalmdach in roter Hohlziegeldeckung. Zur Ostseite achsenmittig Hauptzugang mit originaler Tür, darüber dreiachsiges Zwerchhaus über verbrettertem Gebälk. Symmetrisches Fachwerkgefüge mit geschosshohen Streben, zweifacher Verriegelung und gelber Backsteinausfachung. Um 1850 errichtet. | 33732107 |                |
| Gardinenstraße 13 52° 38′ 21″ N, 10° 15′ 34″ O       | Scheune                   | Parallel zum Wohnhaus stehende Scheune/Remise als Fachwerkbau auf niedrigen Sandsteinsockel mit Backstein-Rollschicht unter Halbwalmdach in roter Hohlpfannendeckung. Nord- und Südfassade in roter Hohlpfannenverschalung, zum Osten hin Querdurchfahrt. Um 1850 errichtet. | 33732086 | BW             |
| Höfersche Straße 1 52° 38′ 41″ N, 10° 15′ 27″ O      | Wohn-/ Wirtschaftsgebäude | Eingeschossiger, traufständiger Zweiständer-Fachwerkbau auf Feldsteinsockel unter Halbwalmdach in roter Hohlpfannendeckung. Südliche Giebelseite mit Dielentor mit Vorschauer, Giebelfeld mit Bohlen verbrettert über als Profilband ausgestaltetem Gebälk. Fachwerkgefüge mit zweifeldigen Streben, einfacher Verriegelung und roten Backsteinausfachung. Zur Ostseite späterer Wirtschaftsanbau. 1764 (i) errichtet. | 33732129 |                |
| Luttersche Straße 1 / 3 52° 38′ 39″ N, 10° 15′ 34″ O | Ausschank                 | Eingeschossiger Fachwerkbau auf Sockel unter Schopfwalmdach in roter Hohlpfannendeckung. Fachwerkgefüge mit geschosshohen Streben sowie roter Backsteinausfachung. Nordgiebel mit Zutritt und Ladeluke im Giebelfeld. Mitte 19. Jh. errichtet. | 33732148 | BW             |
| Luttersche Straße 1 / 3 52° 38′ 39″ N, 10° 15′ 31″ O | Querdurchfahrtsscheune    | Querdurchfahrtsscheune auf verputztem Backsteinsockel unter Halbwalmdach in roter Hohlpfannendeckung. Symmetrisches Fachwerkgefüge mit roter Backsteinausfachung mit zwei Durchfahrtstoren. | 33732192 |                |